# Mariehamn Lawn-tennis Klubb
Mariehamn Lawn-Tennis Klubb, MLK, är en tennisklubb i Mariehamn, Åland, som grundades 1928. Klubben är Ålands tredje äldsta idrottsförening[källa behövs].